# العلاقات الألبانية السيشلية
العلاقات الألبانية السيشلية هي العلاقات الثنائية التي تجمع بين ألبانيا وسيشل.

## مقارنة بين البلدين
هذه مقارنة عامة ومرجعية للدولتين:
| وجه المقارنة                                              | ألبانيا                                                    | سيشل                                                |
| --------------------------------------------------------- | ---------------------------------------------------------- | --------------------------------------------------- |
| المساحة (كم2)                                             | 28.75 ألف                                                  | 459                                                 |
| عدد السكان (نسمة)                                         | 3.02 مليون                                                 | 95.84 ألف                                           |
| الكثافة السكانية (ن./كم²)                                 | 105.04                                                     | 20.88 ألف                                           |
| العاصمة                                                   | تيرانا                                                     | فيكتوريا                                            |
| اللغة الرسمية                                             | اللغة الألبانية                                            | لغة فرنسية، لغة إنجليزية، اللغة الكريولية السيشيلية |
| العملة                                                    | ليك ألباني                                                 | روبية سيشلية                                        |
| الناتج المحلي الإجمالي (بليون دولار)                      | 13.04 مليار                                                | 1.49 مليار                                          |
| الناتج المحلي الإجمالي (تعادل القوة الشرائية) بليون دولار | 33.17 مليار                                                | 2.54 مليار                                          |
| الناتج المحلي الإجمالي الاسمي للفرد دولار أمريكي          | 3.94 ألف                                                   | 15.48 ألف                                           |
| الناتج المحلي الإجمالي للفرد دولار أمريكي                 | 11.11 ألف                                                  | 26.42 ألف                                           |
| مؤشر التنمية البشرية                                      | 0.764                                                      | 0.772                                               |
| رمز المكالمات الدولي                                      | +355                                                       | +248                                                |
| رمز الإنترنت                                              | .al                                                        | .sc                                                 |
| المنطقة الزمنية                                           | توقيت وسط أوروبا، ت ع م+01:00، ت ع م+02:00، أوروبا/تيرانا ‏ | ت ع م+04:00                                         |

## منظمات دولية مشتركة
يشترك البلدان في عضوية مجموعة من المنظمات الدولية، منها:
| علم المنظمة | اسم المنظمة                               | تاريخ انضمام ألبانيا | تاريخ انضمام سيشل |
| ----------- | ----------------------------------------- | -------------------- | ----------------- |
|             | الاتحاد البريدي العالمي                   | ?                    | ?                 |
|             | منظمة حظر الأسلحة الكيميائية              | ?                    | 29 أبريل 1997     |
|             | الأمم المتحدة                             | 14 ديسمبر 1955       | 21 سبتمبر 1976    |
|             | وكالة ضمان الاستثمار متعدد الأطراف        | 15 أكتوبر 1991       | 15 سبتمبر 1992    |
|             | منظمة الشرطة الجنائية الدولية             | ?                    | 1 سبتمبر 1977     |
|             | مؤسسة التمويل الدولية                     | 15 أكتوبر 1991       | 11 يونيو 1981     |
|             | الاتحاد الدولي للاتصالات                  | 2 يونيو 1922         | 17 سبتمبر 1999    |
|             | البنك الدولي للإنشاء والتعمير             | 15 أكتوبر 1991       | 29 سبتمبر 1980    |
|             | المركز الدولي لتسوية المنازعات الاستشارية | 14 نوفمبر 1991       | 19 أبريل 1978     |
|             | يونسكو                                    | 16 أكتوبر 1958       | 18 أكتوبر 1976    |

## وصلات خارجية
- موقع وزارة الخارجية الألبانية